# حالة مكتسبة

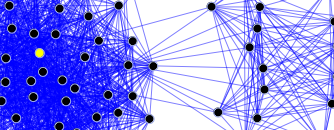

الحالة المكتسبة هي مفهوم طوره عالم الأنثروبولوجيا رالف لينتون، تشير الحالة المكتسبة إلى المكانة الاجتماعية التي يمكن أن ينالها المرء عن استحقاق؛ المكانة التي يكتسبها أو يختارها. وهي نقيض الحالة المسندة. تعكس المهارات والقدرات والجهود الشخصية. من أمثلة الحالات المكتسبة أن تكون رياضيًا أوليمبيًا أو مجرمًا أو أستاذًا جامعيًا.
تُعتبر المكانة مهمة اجتماعيًا لأنها تجلب معها مجموعة من الحقوق والالتزامات والسلوكيات وواجبات متوقعة من الأفراد الذين يشغلون مناصب معينة أن يؤدوها. يُشار إلى هذه التوقعات بكلمة أدوار. 

## المقارنة بين الحالة المكتسبة الحالة المسندة
الحالة المسندة هي مكانة مخصصة للأفراد أو الجماعات بناءً على سمات لا دخل لهم بها، مثل الجنس أو العرق أو الحالة الاجتماعية للوالدين. عادةً ما يرتبط هذا بالمجتمعات المنغلقة. تتميز الحالة المكتسبة عن الحالة المسندة بفضيلة المكافأة.
هناك العديد من المكانات التي تعتبر مزيجًا من الاكتساب والإسناد؛ على سبيل المثال، تزيد احتمالية إسناد حالة الانتساب إلى عائلة ثرية إلى الشخص الذي يتمكن من اكتساب حالة الطبيب. عادةً ما يرتبط هذا بالمجتمعات المفتوحة أو المجتمعات ذات الطبقات الاجتماعية.

## الحراك الاجتماعي
يشير مصطلح الحراك الاجتماعي إلى قدرة المرء على تحريك حالته إما للأعلى أو للأسفل في نطاق نظام التدرج الاجتماعي مقارنةً بحالة عائلته أثناء طفولته المبكرة. تمكن بعض الناس الذين حققوا حالات مكتسبة من تحسين مكانتهم في النظام الاجتماعي عن جدارة بسبب ما حققوه من إنجازات.
قد يحقق البعض أيضًا حالات تقلل من مكانتهم في النظام الاجتماعي، كأن يكون الفرد مجرمًا مشهورًا. يُطلق مصطلح النظام المفتوح على المجتمع الذي يمكن أن تتغير فيه مكانة الفرد بسبب أفعاله سواءً كانت بالزيادة أم النقصان. أما المجتمع ذو النظام المُغلق لن يسمح بحدوث الحراك الاجتماعي بنفس السهولة التي يتيحها النظام المفتوح.

## رأس المال الثقافي
رأس المال الثقافي هو مفهوم طوره عالم الاجتماع بيير بورديو، يمكن أن يشير إلى كل من الصفات المكتسبة والمسندة. فهي صفات مرغوبة (مادية أو رمزية) تساهم في حالة الفرد الاجتماعية؛ أي ميزة يمتلكها الشخص تعطيه مكانة أعلى في المجتمع. قد تشتمل على توقعات عالية وأشكال من المعرفة ومهارات وتعليمًا وغيرها من الأشياء الأخرى.
يوفر الآباء لأطفالهم رأس المال الثقافي والمواقف والمعرفة التي تجعل النظام التعليمي مكانًا مألوفًا مريحًا يمكنهم أن ينجحوا فيه بسهولة. هناك أنواع أخرى أيضًا من رأس المال؛ رأس المال الاجتماعي يشير إلى عضوية أحدهم في المجموعات والعلاقات والشبكات. يمكن أيضًا أن يكون له تأثير كبير على مستوى الإنجاز.

### التعليم
أدى التحول الصناعي إلى زيادة كبيرة في مستوى المعيشة المتاح للشخص العادي بل جعل أيضًا هذه الزيادة ضرورية. من أجل زيادة إنتاجية العامل العادي، يجب عليه أن يتلقى تعليمًا وتدريبًا أكثر بكثير. لذلك يجعل هذا العامل العادي أقوى وأقل عرضةً للاستبدال. وبالتالي أصبح من الضروري أن نلبي طلبات العمال بخصوص زيادة حصتهم.

### التوظيف
وفقًا لعالم الاجتماع رودني ستارك، يعتقد قلة من الأمريكيين فحسب أن الولادة لدى عائلة ثرية أو أن يكون لك علاقات سياسية أمر ضروري للتقدم في الحياة. على العكس من ذلك، يرى العديد من الناس في الأمم الصناعية الأخرى هذه العوامل ضرورية من أجل إحراز التقدم. يميل الأمريكيون أكثر من غيرهم من الناس في هذه الأمم إلى تقييم «العمل الجاد» على أنه أمر مهم جدًا من أجل التقدم. وبينما تقدِّر معظم الأمم العمل الجاد، بالكاد يرى الإيطاليون -على سبيل المثال- أنه على درجة عالية من الأهمية بما يضاهي أهمية العلاقات السياسية.